# Râul Boculundia
Râul Boculundia este un afluent al râului Clopodia. 